# Ploceus sanctithomae
El tejedor de Santo Tomé (Ploceus sanctithomae) es una especie de ave paseriforme de la familia Ploceidae.

## Distribución geográfica
Es endémica de la isla de Santo Tomé y del cercano islote de las Tórtolas (Santo Tomé y Príncipe).